# 蚓果芥
蚓果芥（学名：[Torularia humilis] 错误：{{Lang}}：文本有斜体标记（帮助）），为十字花科下的一个植物变型。种加名 humilis 意为“矮的”。